# Matija Šinko
‎Matija Šinko, slovenski teolog in filozof, * 10. september 1829, Središče, † 21. februar 1913, Središče.
Rodil se je očetu Matjažu in materi Heleni (rojeni Lonkin). Na Visoki bogoslovni šoli v Mariboru je v letih 1868−1875 predaval logiko.